# Flashback (álbum de Electric Light Orchestra)
Flashback es una caja recopilatoria de la banda británica Electric Light Orchestra, publicado por la compañía discográfica Epic Records en noviembre de 2000.

## Historia
En 2000, Jeff Lynne volvió al estudio de grabación al mando de la Electric Light Orchestra por primera vez en quince años para la publicación de Zoom. Previo a la publicación del nuevo trabajo, Lynne decidió publicar un recopilatorio digitalmente remasterizado. A diferencia de otras ediciones a lo largo de la trayectoria artística del grupo, Flashback contó con la aprobación y el respaldo personal de Lynne.
Flashback incluye canciones de los once álbumes de estudio publicados hasta la fecha, incluyendo una edición del tema «Great Balls of Fire» del álbum en directo The Night the Light Went On (In Long Beach), además de nuevas grabaciones entre el extenso catálogo musical del grupo, notablemente una regrabación del tema «Xanadu», único número 1 del grupo en el Reino Unido.

## Lista de canciones
Todas las canciones escritas y compuestas por Jeff Lynne excepto donde se anota. 
| Disco uno |                                     |                           |          |  |
| N.º       | Título                              | Escritor(es)              | Duración |  |
| 1.        | «10538 Overture»                    |                           | 5:32     |  |
| 2.        | «Showdown»                          |                           | 4:12     |  |
| 3.        | «Ma-Ma-Ma Belle»                    |                           | 3:55     |  |
| 4.        | «Mr. Radio»                         |                           | 5:04     |  |
| 5.        | «Roll Over Beethoven»               | Chuck Berry               | 7:48     |  |
| 6.        | «Mama»                              |                           | 4:06     |  |
| 7.        | «One Summer Dream»                  |                           | 5:21     |  |
| 8.        | «Illusions in G Major»              |                           | 2:41     |  |
| 9.        | «Strange Magic»                     |                           | 4:29     |  |
| 10.       | «Eldorado Overture»                 |                           | 2:12     |  |
| 11.       | «Can't Get It Out of My Head»       |                           | 4:24     |  |
| 12.       | «Eldorado»                          |                           | 5:18     |  |
| 13.       | «Eldorado Finale»                   |                           | 1:29     |  |
| 14.       | «Do Ya»                             |                           | 4:09     |  |
| 15.       | «Mister Kingdom»                    |                           | 5:08     |  |
| 16.       | «Grieg's Piano Concerto In A Minor» | Jeff Lynne, Richard Tandy | 2:58     |  |

| Disco dos |                            |          |  |
| N.º       | Título                     | Duración |  |
| 1.        | «Tightrope»                | 5:23     |  |
| 2.        | «Evil Woman»               | 4:19     |  |
| 3.        | «Livin' Thing»             | 3:33     |  |
| 4.        | «Mr. Blue Sky»             | 5:07     |  |
| 5.        | «Mission (A World Record)» | 4:31     |  |
| 6.        | «Turn to Stone»            | 3:48     |  |
| 7.        | «Telephone Line»           | 4:45     |  |
| 8.        | «Rockaria!»                | 3:15     |  |
| 9.        | «Starlight»                | 4:45     |  |
| 10.       | «It's Over»                | 3:55     |  |
| 11.       | «The Whale»                | 5:07     |  |
| 12.       | «Sweet Talkin' Woman»      | 3:49     |  |
| 13.       | «Big Wheels»               | 5:32     |  |
| 14.       | «Shangri-La»               | 5:36     |  |
| 15.       | «Nightrider»               | 4:24     |  |
| 16.       | «Tears In Your Life»       | 3:05     |  |

| Disco tres |                                    |                |          |  |
| N.º        | Título                             | Escritor(es)   | Duración |  |
| 1.         | «Don't Bring Me Down»              |                | 4:04     |  |
| 2.         | «The Diary of Horace Wimp»         |                | 4:17     |  |
| 3.         | «Twilight»                         |                | 3:43     |  |
| 4.         | «Secret Messages»                  |                | 4:38     |  |
| 5.         | «Take Me On and On»                |                | 4:58     |  |
| 6.         | «Shine a Little Love»              |                | 4:11     |  |
| 7.         | «Rock 'n' Roll Is King»            |                | 3:15     |  |
| 8.         | «Last Train to London»             |                | 4:31     |  |
| 9.         | «Confusion»                        |                | 3:40     |  |
| 10.        | «Getting to the Point»             |                | 4:51     |  |
| 11.        | «Hold on Tight»                    |                | 3:07     |  |
| 12.        | «So Serious»                       |                | 2:43     |  |
| 13.        | «Calling America»                  |                | 3:26     |  |
| 14.        | «Four Little Diamonds»             |                | 4:06     |  |
| 15.        | «Great Balls of Fire» (En directo) | Otis Blackwell | 3:06     |  |
| 16.        | «Xanadu»                           |                | 3:21     |  |
| 17.        | «Indian Queen»                     |                | 0:57     |  |
| 18.        | «Love Changes All»                 |                | 3:28     |  |
| 19.        | «After All»                        |                | 2:24     |  |
| 20.        | «Helpless»                         |                | 3:19     |  |
| 21.        | «Who's That»                       |                | 1:26     |  |

## Personal
- Jeff Lynne: voz y guitarra
- Roy Wood: voz, guitarras, chelo, bajo e instrumentos de viento (en temas 1-4)
- Bev Bevan: batería y percusión
- Richard Tandy: teclados y guitarra
- Kelly Groucutt: bajo y coros (1974 - 1983)
- Michael de Albuquerque: bajo (hasta 1974)
- Steve Woolam: violín (en temas 1-4)
- Mik Kaminski: violín
- Wilfred Gibson: violín (en temas 2,3,5 y 6)
- Mike Edwards: chelo (hasta 1975)
- Melvyn Gale: chelo (1975 - 1977)
- Hugh McDowell: chelo (1974 - 1977)
- Colin Walker: chelo (en temas 2,3,5 y 6)
- Marc Bolan: guitarra en "Ma-Ma-Ma Belle"
- Bill Hunt: corno francés (en temas 1-4)
- Marc Mann: teclados, ingeniero y asistente de masterización
- Ryan Ulyate: ingeniero de sonido y asistente de masterización